# 1718 en philosophie
Chronologie de la philosophie
- 1714
- 1715
- 1716
- 1717
- 1718
- 1719
- 1720
- 1721
- 1722

L’année 1718 a été marquée, en philosophie, par les événements suivants :

## Publications
- Fénelon :  
  - Fables et opuscules pédagogiques (1718).
  - Dialogues sur l'éloquence en général et sur celle de la chaire en particulier avec une lettre écrite à l'Académie française, (1718)[1].
  - Œeuvres spirituelles, 2 volumes Anvers 1718 (Post mortem dont lettres spirituelles, T2).
- John Toland : Nazarenus. Traduction : Le Nazaréen ou le christianisme des juifs, des gentils et des mahométans (1777), Gale Ecco, 2010, 322 p.
- Samuel Colliber, An Impartial Enquiry Into the Existence and Nature of God: Being a Modest Essay Towards a More Intelligible Account of the Divine Perfections, Londres.